# 安东尼·贝伦森
安东尼·查理斯·贝伦森（英語：Anthony Charles "Tony" Beilenson，1932年10月26日—2017年3月5日）出身美国纽约州新羅謝爾，為犹太人、民主黨党员，曾代表南加州出任聯邦參議員（1977年至1997年）。他毕业于哈佛大学。2017年3月5日，因心脏病逝于加州洛杉矶，享年84岁。